# Евсаний
Евсаний — святой мученик из Фурчи. День памяти — 9 июля.
Согласно Passio, святой Евсаний был родом из Сипонто. Во время своего паломничества в Рим святой Евсаний останавливался на территориях Кьети, Вальва, Антродоко и Риети. В двух последних городах он совершил чудеса, отчего в Риети в его честь был освящён храм (Sant'Eusanio). По дороге домой он остановился там, где ныне располагается городок Сант-Эузанио-Форконезе, что в провинции Аквила, где произошло его второе апостольское служение, вызвавшее зависть местного сеньора. Святого бросили в тюрьму и замучили до смерти, произошедшей 9 июля.
Более подробную информацию можно почерпнуть из Historia della città di Chieti metropoli della provincie d'Abbruzzo, составленной в 1657 году историком и правоведом Джироламо Николино (Girolamo Nicolino). В тексте сказано, что святой Евсаний совершил чудо в Сипонто, городке, выходцем из которого он был, воскресив молодой человек по имени Диоклетиан. После этого чудесного события сограждане позвали его на епископское служение, но он отказался, оставив город вместе с тем же Диоклетианом и двумя товарищами, Теодором и его сестрой Гратулой, чтобы отправиться  в Рим. Путь проходил по территории Кьети. В местечке под названием Монтеккьо (сегодняшнее Сант-Эузанио-дель-Сангро) святой Евсаний совершил ещё  одно чудо, исцелив Теоконию (Teoconia), женщину, которая была слепой с двенадцати лет. Путешествие продолжилось через Валву и Пять Вилл (сегодня Сант-Эузанио-Форконезе), где святой Евсаний сотворил много других чудес.